# 개체 (생물)
생물학에서의 개체(個體)는 하나의 생물체를 뜻한다. 개체는 세포들의 집합체인 조직과 기관으로 이루어져 있으며, 생존에 있어서 하나의 최소단위로서 행동한다. 개체들이 모여 개체군을 형성한다. 박테리아와 같은 미생물은 실질적으로 개체로 다루기 힘들기 때문에 주로 미생물 이상의 동식물을 지칭하는데 쓰인다.